# Throw Yourself Away
Throw Yourself Away – utwór kanadyjskiego zespołu rockowego Nickelback, pochodzący z czwartego studyjnego albumu grupy The Long Road, wydanego we wrześniu 2003 roku. Utwór został zamieszczony na dziewiątej pozycji na krążku, trwa 3 minuty i 55 sekund, i jest piątym utworem co do najdłuższych na płycie. Autorem tekstu jest wokalista grupy Chad Kroeger. Muzykę skomponował wspólnie cały zespół. 
Tekst utworu opowiada o młodocianych matkach, został on zainspirowany autentycznym zdarzeniem, jakie miało miejsce w Kanadzie. Pewna dziewczyna będąc w ciąży poszła na bal maturalny. Nikt z jej znajomych nie podejrzewał ją o ciążę. Urodziła dziecko na tym balu po czym wyrzuciła je do śmieci i wróciła na bal dobrze się bawiąc. Została złapana przez policję. 
Utwór oparty jest na ciężkim, wolnym metalowym riffie, posiada także krótkie solo gitarowe. Utwór "Throw Yourself Away" należy do jednego z najcięższych utworów zawartych na płycie, oraz w dorobku grupy. 
Grupa Nickelback spotkała się z krytyką ze strony niektórych fanów, za bardzo podobne intro utworu, do utworu heavymetalowej grupy Metallica, "The Unnamed Feeling" z albumu "St. Anger" z 2003 roku. Utwór Throw Yourself Away został wydany parę miesięcy później niż "The Unnamed Feeling".
W roku 2004, piosenka trafiła na tribute album poświęcony grupie Nickelback, "Someday: The String Quartet Tribute to Nickelback". Utwór został wykonany w wersji klasycznej, przy użyciu takich instrumentów jak skrzypce czy kontrabas. 
Utwór nigdy nie został wykonany na żywo.

## Twórcy
Nickelback
- Chad Kroeger – śpiew, gitara rytmiczna, produkcja
- Ryan Peake – gitara prowadząca, wokal wspierający
- Mike Kroeger – gitara basowa
- Ryan Vikedal – perkusja

Produkcja
- Nagrywany: Kwiecień - Sierpień 2003 w studiu "Green House Studios" (Burnaby) oraz w "Mountain View Studios" (Abbotsford) w Vancouver
- Producent muzyczny: Chad Kroeger, Joe Moi
- Miks utworu: Randy Staub w "The Warehouse Studios" w Vancouver
- Asystent inżyniera dźwięku: Zach Blackstone
- Mastering: George Marino w "Sterling Sound"
- Koordynator prac albumu: Kevin “Chief” Zaruk
- Aranżacja: Chad Kroeger, Ryan Peake, Mike Kroeger, Ryan Vikedal
- Tekst piosenki: Chad Kroeger

Inni
- Management: Bryan Coleman z Union Entertainment Group
- Pomysł okładki: Nickelback
- Wytwórnia: Roadrunner Records